# جون غريس (لاعب كرة قدم كندية)
جون غريس (بالإنجليزية: John Grace)‏ هو لاعب كرة قدم كندية أمريكي، ولد في 2 أكتوبر 1977 في أوكيتشوبي في الولايات المتحدة.